# United We Are
United We Are is het debuutalbum van de Nederlandse electro-house-producer Hardwell. Het is op 23 januari 2015 uitgebracht op Hardwells eigen label Revealed Recordings en op Cloud 9 Music. Het album kreeg in Nederland een Gouden Award.

## Single
Op het album staat de track 'Young Again'. Deze werd eerder uitgebracht als een single. De zanger op het nummer is Chris Jones.

## Nummers
| Nr. | Titel                    | Artiest(en)                   | Lengte |
| --- | ------------------------ | ----------------------------- | ------ |
| 1   | Eclipse                  | Hardwell                      | 3:12   |
| 2   | Follow Me                | Hardwell, Jason Derülo        | 3:19   |
| 3   | Sally                    | Hardwell, Harisson            | 4:38   |
| 4   | Let Me Be Your Home      | Hardwell, Bright Lights       | 3:35   |
| 5   | Colors                   | Hardwell, Tiësto, Andreas Moe | 4:00   |
| 6   | Where Is Here Now        | Hardwell, Funkerman, I-Fan    | 3:15   |
| 7   | United We Are            | Hardwell, Amba Stepherd       | 5:51   |
| 8   | Don't Stop The Madness   | Hardwell, W&W, Fatman Scoop   | 3:45   |
| 9   | Young Again              | Hardwell, Chris Jones         | 3:39   |
| 10  | Echo                     | Hardwell, Jonathan Mendelson  | 5:08   |
| 11  | Arcadia                  | Hardwell, Joe Dale, Luciana   | 3:13   |
| 12  | Area 51                  | Hardwell, DallasK             | 3:00   |
| 13  | Nothing Can Hold Us Down | Hardwell, Headhunterz, Haris  | 3:18   |
| 14  | Birds Fly                | Hardwell, Mr. Probz           | 3:27   |

### iTunesBonus Track
| Nr. | Titel                       | Artiesten                          | Lengte |
| --- | --------------------------- | ---------------------------------- | ------ |
| 15  | Dare You (Acoustic Version) | Hardwell, Bebe Rexha, Matthew Koma | 3:06   |

### Beatport Deluxe Edition
Er is ook een 'Beatport Deluxe Edition' van het album gemaakt. Dit digitale album bevat dezelfde nummers als de reguliere versie, alleen zijn het dan steeds de 'Original Mix' (Volledige) versies.

## United We Are (Remixed)
Er is ook een remixalbum uitgebracht van United We Are. In november 2015 kwam deze uit op Beatport, begin december dat jaar op alle andere digitale muziekplatforms. Op het album staan remixen van alle nummers op zijn originele grote broer, gemaakt door onder anderen Chocolate Puma, Bingo Players, W&W, en Armin van Buuren.

## Labels
| Land                | Datum           | Formaat               | Label              |
| ------------------- | --------------- | --------------------- | ------------------ |
| Nederland           | 23 januari 2015 | - Cd - Muziekdownload | Cloud 9            |
| Verenigd Koninkrijk | 23 januari 2015 | - Cd - Muziekdownload | Sony UK            |
| Canada              | 23 januari 2015 | - Cd - Muziekdownload | Ultra              |
| Verenigde Staten    | 23 januari 2015 | - Cd - Muziekdownload | Ultra              |
| Duitsland           | 23 januari 2015 | - Cd - Muziekdownload | - Cloud 9 - Kontor |
| Frankrijk           | 23 januari 2015 | - Cd - Muziekdownload | Scorpio            |